# Lescheraines
Lescheraines est une commune française située dans le département de la Savoie, en région Auvergne-Rhône-Alpes.

## Géographie

### Localisation
Lescheraines est une commune savoyarde, située au cœur du massif des Bauges. Le principal noyau urbain est installé dans la plaine, où se situait un ancien lac. Il s'agit d'une position de carrefour où convergent les vallées du Chéran et du Nan ou ruisseau de Saint-François et se dirige ensuite vers le pays de l'Albanais, puis aux villes d'Aix et de Chambéry. Au nord, la route permet de rejoindre le col de Leschaux, puis le bassin du lac d'Annecy. Cette position stratégique a permis l'installation d'un pont, probablement au XVIe siècle.
La commune est membre du parc naturel régional du Massif des Bauges.

### Communes limitrophes

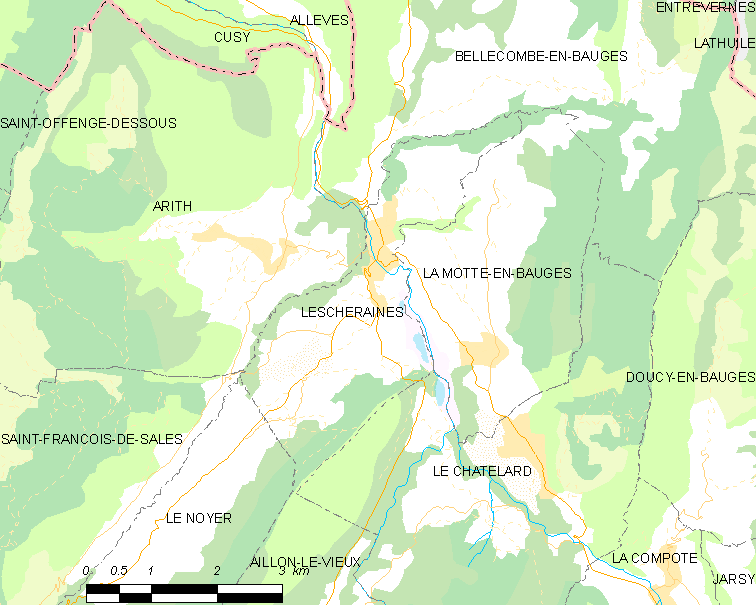
Carte de la commune de Lescheraines et des communes limitrophes.

|                                  | Bellecombe-en-Bauges |                    |
| Arith                            | Lescheraines         | La Motte-en-Bauges |
| Saint-François-de-Sales Le Noyer | Aillon-le-Vieux      | Le Châtelard       |

### Climat
Pour des articles plus généraux, voir Climat d'Auvergne-Rhône-Alpes et Climat de la Savoie.
En 2010, le climat de la commune est de type climat de montagne, selon une étude du Centre national de la recherche scientifique s'appuyant sur une série de données couvrant la période 1971-2000. En 2020, Météo-France publie une typologie des climats de la France métropolitaine dans laquelle la commune est exposée à un climat de montagne ou de marges de montagne et est dans la région climatique Alpes du nord, caractérisée par une pluviométrie annuelle de 1 200 à 1 500 mm, irrégulièrement répartie en été.
Pour la période 1971-2000, la température annuelle moyenne est de 9,5 °C, avec une amplitude thermique annuelle de 17,9 °C. Le cumul annuel moyen de précipitations est de 1 453 mm, avec 10,1 jours de précipitations en janvier et 9,1 jours en juillet. Pour la période 1991-2020, la température moyenne annuelle observée sur la station météorologique installée sur la commune est de 9,3 °C et le cumul annuel moyen de précipitations est de 1 363,4 mm,. Pour l'avenir, les paramètres climatiques de la commune estimés pour 2050 selon différents scénarios d'émission de gaz à effet de serre sont consultables sur un site dédié publié par Météo-France en novembre 2022.
| Mois                                  | jan.            | fév.            | mars           | avril          | mai             | juin          | jui.          | août          | sep.            | oct.           | nov.           | déc.            | année    |
| ------------------------------------- | --------------- | --------------- | -------------- | -------------- | --------------- | ------------- | ------------- | ------------- | --------------- | -------------- | -------------- | --------------- | -------- |
| Température minimale moyenne (°C)     | −4              | −3,9            | −1             | 2              | 6,5             | 9,9           | 11,5          | 11,3          | 8,2             | 5              | 0,2            | −3              | 3,6      |
| Température moyenne (°C)              | 0               | 1,4             | 5,3            | 8,9            | 13,1            | 16,8          | 18,7          | 18,3          | 14,2            | 10,1           | 4,5            | 0,6             | 9,3      |
| Température maximale moyenne (°C)     | 4,1             | 6,6             | 11,6           | 15,7           | 19,7            | 23,7          | 26            | 25,3          | 20,3            | 15,3           | 8,8            | 4,3             | 15,1     |
| Record de froid (°C) date du record   | −27 03.01.1971  | −25 15.02.1956  | −22 07.03.1970 | −12 06.04.1970 | −6,7 02.05.1962 | −2 04.06.1953 | −1 07.07.1962 | −1 14.08.1949 | −4,5 28.09.1972 | −10 31.10.1950 | −16,7 27.11.05 | −23 28.12.1962  | −27 1971 |
| Record de chaleur (°C) date du record | 18,7 01.01.1962 | 22,8 29.02.1960 | 25 29.03.1944  | 33 16.04.1945  | 33 13.05.1945   | 38 23.06.1941 | 38,7 11.07.23 | 41 18.08.1943 | 36 19.09.1942   | 28 04.10.1942  | 24 03.11.1942  | 20,3 16.12.1989 | 41 1943  |
| Précipitations (mm)                   | 115,8           | 97,2            | 102,8          | 100,6          | 117,3           | 112,4         | 109,7         | 114,9         | 115,4           | 117            | 121,8          | 138,5           | 1 363,4  |

### Hydrographie
Le territoire communal est traversé par le Chéran, principal cours d'eau traversant le massif des Bauges, affluent du Fier en rive gauche et donc un sous-affluent du Rhône.

## Urbanisme

### Typologie
Au 1er janvier 2024, Lescheraines est catégorisée commune rurale à habitat dispersé, selon la nouvelle grille communale de densité à sept niveaux définie par l'Insee en 2022.
Elle est située hors unité urbaine. Par ailleurs la commune fait partie de l'aire d'attraction d'Annecy, dont elle est une commune de la couronne,. Cette aire, qui regroupe 79 communes, est catégorisée dans les aires de 200 000 à moins de 700 000 habitants,.

### Occupation des sols
L'occupation des sols de la commune, telle qu'elle ressort de la base de données européenne d’occupation biophysique des sols Corine Land Cover (CLC), est marquée par l'importance des territoires agricoles (60,5 % en 2018), une proportion sensiblement équivalente à celle de 1990 (60,7 %). La répartition détaillée en 2018 est la suivante : 
prairies (53,5 %), forêts (29,4 %), zones agricoles hétérogènes (7 %), zones urbanisées (6,2 %), espaces verts artificialisés, non agricoles (3,8 %).
L'IGN met par ailleurs à disposition un outil en ligne permettant de comparer l’évolution dans le temps de l’occupation des sols de la commune (ou de territoires à des échelles différentes). Plusieurs époques sont accessibles sous forme de cartes ou photos aériennes : la carte de Cassini (XVIIIe siècle), la carte d'état-major (1820-1866) et la période actuelle (1950 à aujourd'hui).

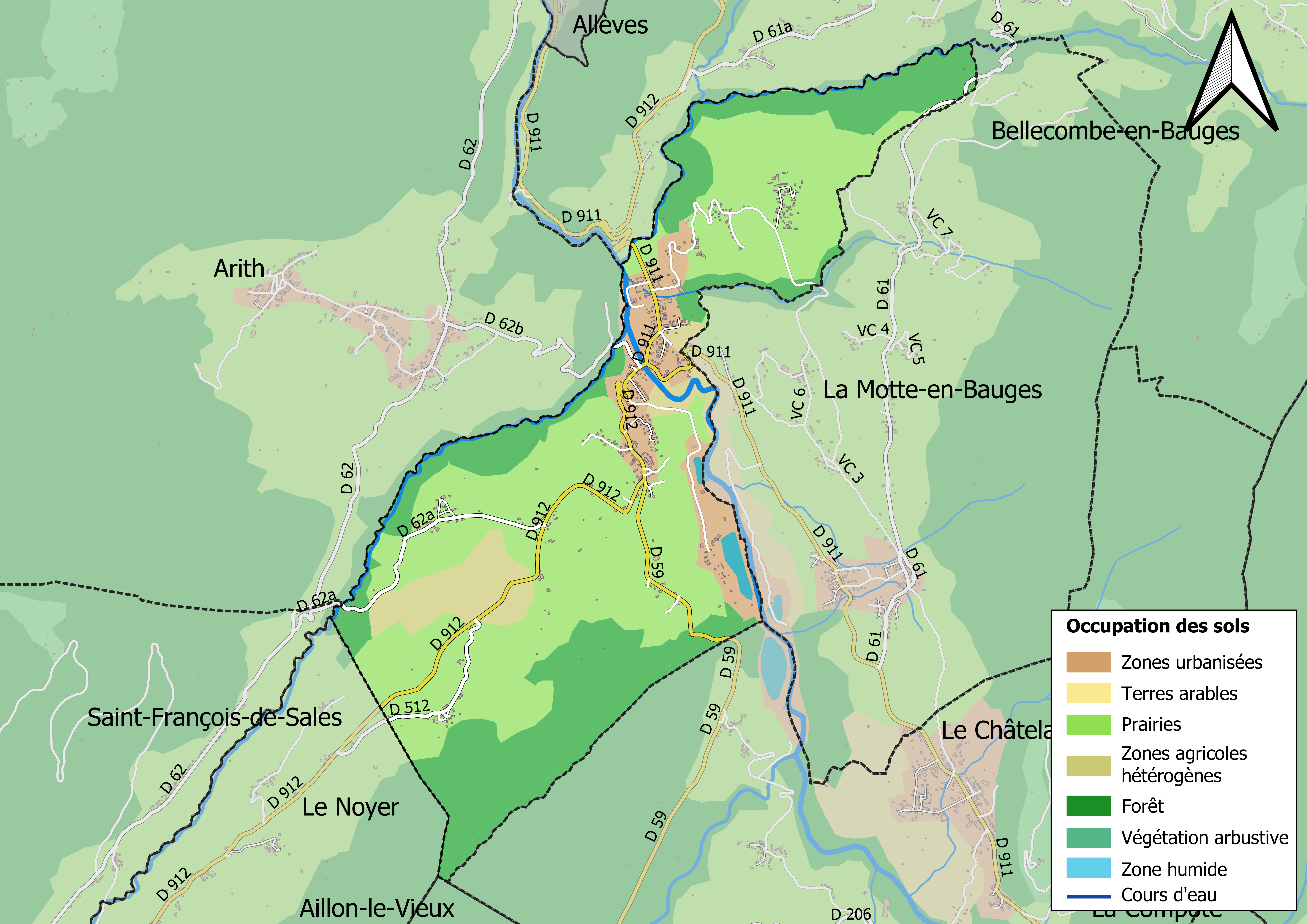
Carte des infrastructures et de l'occupation des sols en 2018 (CLC) de la commune.
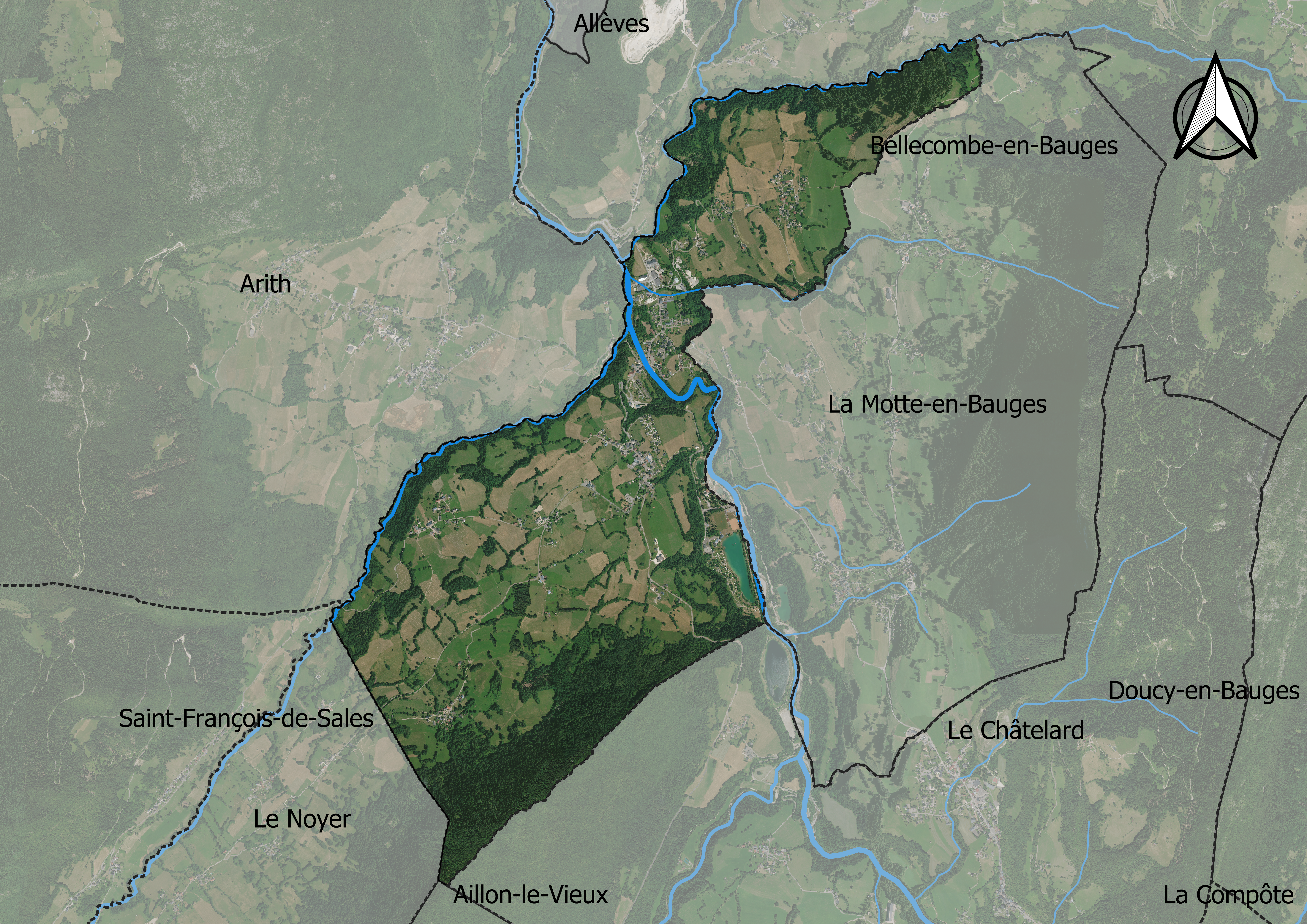
Carte orthophotogrammétrique de la commune.

## Toponymie
Les premières mentions du toponyme dans les documents médiévaux sont Lascherena (1108), Escarena (1215), Escherena (1238), Lescherène (1278), Escherena (XIVe siècle) ou plus récemment Lescheraines-en-Savoye (1732),,. En 1793, la commune porte le nom de Chéran.
Le toponyme de Lescheraines, dont le nom a subi l'agglutination de l’article, est dérivé du mot écherêne (scalena / scarena, variante de scale), désignant une « crête de montagne », « petite échelle », , avec agglutination de l'article,,,. André Pégorier (Les noms de lieux en France, glossaire de termes dialectaux, 2006) propose quant à lui un lieu d'« éboulis ravinés ».
En francoprovençal ou arpitan savoyard, le nom de la commune se prononce « Leshrèna » (retranscrit selon la graphie semi-phonétique de Conflans).

## Histoire
La position de carrefour du bourg, traversé par le Chéran, amène à la construction d'un pont au cours du XVIe siècle. Ce dernier sera reconstruit en 1678 et à nouveau en 1870.
Au Moyen Âge, la famille des Métral de Desingy y détient une maison forte. Elle est acquise au XIVe siècle par Jean D'Allèves, bourgeois de Chambéry et clerc du comte Amédée VI, avec la juridiction, routes et droits qui en dépendaient et en reçoit l'investiture et la mestralie.
Dans la nuit du 4 au 5 août 2004, un incendie ravage le centre équestre de la commune, faisant 8 morts dont principalement des adolescents. L'origine de cet incendie est accidentelle, probablement dû à des normes de sécurité très défaillantes, mais les experts n'ont pas pu déterminer précisément l'origine du brasier. Ce centre équestre a depuis été reconstruit.

## Politique et administration
| Période                                  | Période                    | Identité        | Étiquette | Qualité |
| ---------------------------------------- | -------------------------- | --------------- | --------- | --- |
| Les données manquantes sont à compléter. |                            |                 |           | |
| 1971                                     | 1995                       | Edmond Darvey   | DVG       | ... |
| mars 2001                                | mars 2008                  | Anne Gagneur    | ...       | ... |
| mars 2008                                | mars 2014                  | Michel Le Pavec | ...       | ... |
| mars 2014                                |                            | Albert Darvey   | DVG       | Ingénieur conseil Conseiller général (2004-2015) (canton du Châtelard) puis départemental (canton de Saint-Alban-Leysse) (depuis 2015) |
| mars 2020                                | En cours (au 30 juin 2020) | Gérard Merlin   |           | |

## Population et société

### Démographie
Ses habitants sont appelés les Lescherainois.
L'évolution du nombre d'habitants est connue à travers les recensements de la population effectués dans la commune depuis 1793. Pour les communes de moins de 10 000 habitants, une enquête de recensement portant sur toute la population est réalisée tous les cinq ans, les populations de référence des années intermédiaires étant quant à elles estimées par interpolation ou extrapolation. Pour la commune, le premier recensement exhaustif entrant dans le cadre du nouveau dispositif a été réalisé en 2005.

En 2022, la commune comptait 798 habitants, en évolution de +4,45 % par rapport à 2016 (Savoie : +3,63 %, France hors Mayotte : +2,11 %).
| 1793 | 1800 | 1806 | 1822 | 1838 | 1848 | 1858 | 1861 | 1866 |
| ---- | ---- | ---- | ---- | ---- | ---- | ---- | ---- | ---- |
| 480  | 509  | 547  | 647  | 646  | 713  | 620  | 636  | 595  |

| 1872 | 1876 | 1881 | 1886 | 1891 | 1896 | 1901 | 1906 | 1911 |
| ---- | ---- | ---- | ---- | ---- | ---- | ---- | ---- | ---- |
| 635  | 608  | 656  | 660  | 653  | 607  | 583  | 557  | 533  |

| 1921 | 1926 | 1931 | 1936 | 1946 | 1954 | 1962 | 1968 | 1975 |
| ---- | ---- | ---- | ---- | ---- | ---- | ---- | ---- | ---- |
| 480  | 474  | 459  | 453  | 436  | 489  | 512  | 438  | 395  |

| 1982 | 1990 | 1999 | 2005 | 2006 | 2010 | 2015 | 2020 | 2022 |
| ---- | ---- | ---- | ---- | ---- | ---- | ---- | ---- | ---- |
| 425  | 495  | 556  | 695  | 708  | 724  | 773  | 790  | 798  |

### Enseignement
La commune est rattachée à l'académie de Grenoble.

## Économie

### Agriculture
Les principales activités sont la vente de fromage, de lait, et les activités industrielles comme le bois.

### Activités

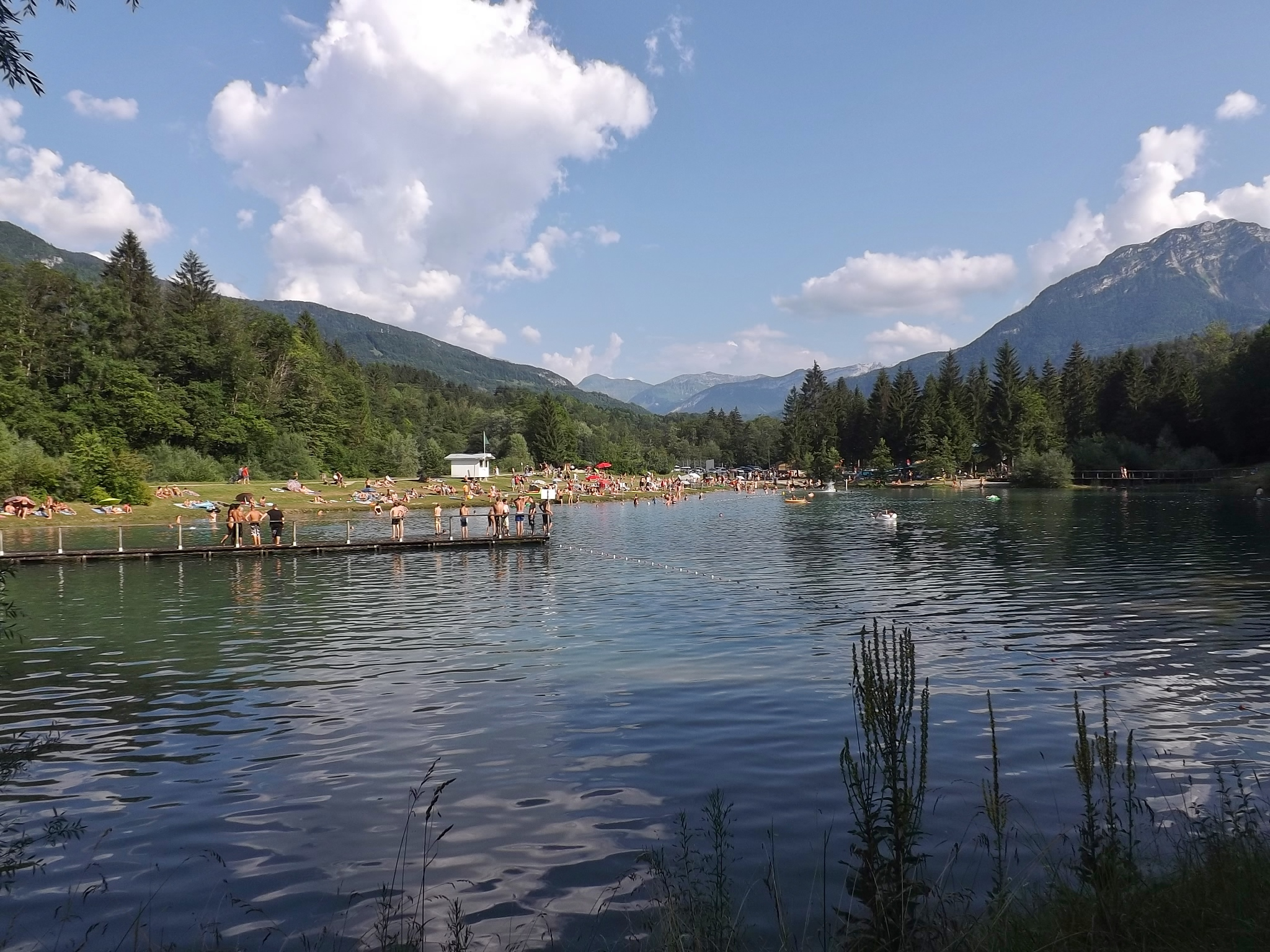
Base de loisirs « Les Îles du Chéran ».

De nombreux habitants des Bauges travaillent dans les villes alentour telles que Chambéry, et dans une moindre mesure Annecy et Aix-les-Bains.

### Tourisme
La base de loisirs les Îles du Chéran accueille des vacanciers dans son camping, près d'un plan d'eau. Celui-ci est beaucoup plus fréquenté par la population locale.

## Culture locale et patrimoine

### Lieux et monuments
- Église placée sous le patronage de saint Maurice. Le nouvel édifice, de style néogothique, est construit selon les plans de l'architecte Dénarié, en 1850. Elle est consacrée en 1864[21].

### Personnalités liées à la commune
- Famille de Lescheraine, mentionnée dès le XIIe siècle, seigneur, puis marquis de Lescheraine (1682)[22]. Le toponyme Pré-de-la-Tour marquerait l'emplacement de la maison-forte familiale.